# Ulica Dlouhá w Pradze
Dlouhá (pol. Długa) – ulica w Pradze na Starym Mieście, w dzielnicy Praga 1. Łączy Rynek Staromiejski i ulicę Revoluční.

## Przebieg
Ulica rozpoczyna się na Rynku Staromiejskim i biegnie w kierunku północno-wschodnim, skręcając łukiem na wschód równolegle do Wełtawy i docierając do ulicy Revoluční, gdzie łączy się z ulicą Soukenicką. Od Rynku Staromiejskiego po 150 m przechodzi przez mały plac, z którego odgałęziają się utworzona w czasach asanacji ulica V Kolkovně, ulica Kozí i ulice Masná. Po minięciu placu od ulicy odgałęzia się w lewo Rámová. Następnie Dlouhá przecina ulicę Rybną, a przed ulicą Revoluční w prawo odgałęzia się Benediktská, a w lewo Hradební. Ruch jednokierunkowy obowiązuje na odcinku Rynek Staromiejski – Kozí i w przeciwnym kierunku na odcinku Rámová – Kozí.

## Historia
Od czasu powstania osady wokół rynku (późniejszego Rynku Staromiejskiego) był to jeden z najważniejszych szlaków handlowych, który ciągnął się poprzez niemiecką osadę kupiecką w kwartale Petrskim.
Dziś jego znaczenie gospodarcze i transportowe jest raczej drugorzędne. Na ulicy Dlouhej znajduje się teatr Divadlo v Dlouhé. Z zabytków na szczególną uwagę zasługuje dom U Zlatého stromu z renesansowym dziedzińcem arkadowym.